# Astrajos (tytan)
Astrajos (także Astraeus; gr. Ἀστραῖος Astraios ‘Gwiezdny’, łac. Astraeus) – w mitologii greckiej jeden z tytanów; bóg światła gwiezdnego i astrologii.
Należał do drugiego pokolenia tytanów. Był bóstwem związanym z kultem ciał niebieskich. Uchodził za syna tytana Kriosa i Eurybii oraz za brata Pallasa, a także za pierwszego męża tytanidy Eos.
Ze swoją żoną miał liczne potomstwo, m.in. Gwiazdy (bóstwa uosabiające gwiazdy), Fosforosa (Hesperosa; bóstwo uosabiające planetę Wenus), Boreasza, Zefira, Notosa, Eurosa, przypuszczalnie także Apeliotesa, Kajkiasa, Lipsa i Skirona (bóstwa uosabiające wiatry).